# PVA (밴드)
PVA는 2017년 사우스런던에서 결성한 엘라 해리스, 조시 백스터, 루이스 사첼로 이루어져 있는 3인조 밴드이다.
2017년 엘라 해리스와 조시 백스터가 하우스 파티에서 서로 만나면서 밴드가 처음 결성되었다. 그들은 처음에는 밴드명을 PVA 프레젠트 (PVA Presents)로 지었으나, 이후 PVA로 이름을 바꿨다. 루이스 사첼은 2019년 3월에 합류했으며, 윈드밀 브릭스턴을 포함한 클럽과 공연장에서 공연을 하며 인지도를 쌓아갔다. 같은 해 스퀴드, 블랙 미디 등의 밴드의 공연을 지원하기도 했다. 이후 스피디 원더그라운드와 연결이 되었으며 첫 싱글 Divine Intervention을 발매했다.
2020년에는 코로나19 범유행으로 인하여 모든 공연이 취소되었으나, EP Toner를 11월 20일 발매한다. 밴드의 곡인 Talk의 무라 마사 리믹스가 그래미상 후보에 지정되기도 했다. 첫 정규 음반 Blush은 2022년 10월 14일 발매되었다.

## 구성원
- 엘라 해리스 (Ella Harris) - 보컬, 키보드, 퍼커션
- 조시 백스터 (Josh Baxter) - 키보드, 보컬
- 루이스 사첼 (Louis Satchell) - 드럼

## 음반 목록

### 정규 음반
- Blush (2022)

### EP
- Toner (2020)